# 2023年美國聯盟分區賽
2023年美國聯盟分區賽是美國聯盟季後賽第二輪比賽，4隊將採用5戰3勝制，勝出的2支球隊將會得到美聯冠軍賽的資格。目前2分區冠軍和2外卡資格球隊獲勝的球隊將參與此次賽事。本賽事在2023年10月7日至10月11日舉行，參賽的4支球隊是：
- 巴爾的摩金鶯（美聯東區冠軍，101勝61敗）對上 德州遊騎兵（外卡勝隊，90勝72敗）
- 休士頓太空人（美聯西區冠軍，90勝72敗）對上明尼蘇達雙城（美聯中區冠軍，87勝75敗）

最終遊騎兵3連勝橫掃金鶯，太空人3勝1敗淘汰雙城，遊騎兵和太空人晉級美聯冠軍戰。

## 德州遊騎兵 對 巴爾的摩金鶯
| 場次 | 客隊   | 比分  | 主隊   | 日期     | 場地         | 觀眾人數 |
| ---- | ------ | ----- | ------ | -------- | ------------ | -------- |
| 1    | 遊騎兵 | 3：2  | 金鶯   | 10月7日  | 金鶯公園     | 46450    |
| 2    | 遊騎兵 | 11：8 | 金鶯   | 10月8日  | 金鶯公園     | 46475    |
| 3    | 金鶯   | 1：7  | 遊騎兵 | 10月10日 | 全球人壽球場 | 40861    |

### 10月7日 第一場
馬里蘭州巴爾的摩金鶯公園
| 德州遊騎兵 | 0 | 0 | 0 | 2 | 0 | 1 | 0 | 0 | 0 | 3 | 8 | 0 |
| 巴爾的摩金鶯 | 0 | 0 | 0 | 1 | 0 | 1 | 0 | 0 | 0 | 2 | 5 | 0 |
| 勝投： 丹恩·唐寧（1－0） 敗投： 凱爾·布拉迪許（0－1） 救援成功： 荷西·萊克勒克（1） 全壘打： 遊騎兵：喬許·楊恩（6上，1分） 金鶯：安東尼·桑坦戴爾（6下，1分） |   |   |   |   |   |   |   |   |   |   |   |   |

這場比賽因雨而延後73分鐘開打，兩隊先發在前3局形成投手戰，直到4局上，遊騎兵靠著安打串聯攻下2分。不過金鶯也在4局下靠著萊恩·蒙卡索的二壘安打追回一分。
6局，兩隊各敲一發陽春砲，最終遊騎兵就維持一分領先直到比賽結束。

### 10月8日 第二場
馬里蘭州巴爾的摩金鶯公園
| 德州遊騎兵 | 0 | 5 | 4 | 0 | 1 | 0 | 0 | 0 | 1 | 11 | 11 | 1 |
| 巴爾的摩金鶯 | 2 | 0 | 0 | 2 | 1 | 0 | 0 | 0 | 3 | 8  | 14 | 0 |
| 勝投： Cody Bradford（1－0） 敗投： Grayson Rodriguez（0－1） 全壘打： 遊騎兵：米契·加佛（3上，4分） 金鶯：古納·韓德森（5下，1分）、艾倫·希克斯（9下，3分） |   |   |   |   |   |   |   |   |   |    |    |   |

艾倫·希克斯在首局下就敲出安打打回2分，但是遊騎兵卻在2局上靠著安打串聯攻下5分逆轉。3局上，米契·加佛的滿貫砲更是提前宣告金鶯的死刑。
雖然金鶯之後苦苦追分，艾倫·希克斯在9局下敲出3分砲，一人打回5分打點，但最終遊騎兵還是以11比8獲得勝利。

### 10月10日 第三場
德克薩斯州阿靈頓全球人壽球場
| 巴爾的摩金鶯 | 0 | 0 | 0 | 0 | 1 | 0 | 0 | 0 | 0 | 1 | 6  | 0 |
| 德州遊騎兵 | 1 | 5 | 0 | 0 | 0 | 1 | 0 | 0 | X | 7 | 11 | 0 |
| 勝投： 納坦·艾瓦爾迪（1－0） 敗投： Dean Kremer（0－1） 全壘打： 金鶯：無 遊騎兵：柯瑞·席格（1下，1分）、阿多利斯·賈西亞（2下，3分）、納坦尼爾·洛爾（6下，1分） |   |   |   |   |   |   |   |   |   |   |    |   |

柯瑞·席格在首局下敲出陽春砲，為遊騎兵先馳得點。2局下，遊騎兵靠著阿多利斯·賈西亞的3分砲在內，又一次攻下5分大局。
在打擊發揮的情況下，納坦·艾瓦爾迪主投7局僅失1分，最後遊騎兵三連勝橫掃淘汰美聯戰績第一的金鶯，成為大聯盟該年最早進入聯盟冠軍賽的隊伍。

## 休士頓太空人 對 明尼蘇達雙城
| 場次 | 客隊   | 比分 | 主隊   | 日期     | 場地       | 觀眾人數 |
| ---- | ------ | ---- | ------ | -------- | ---------- | -------- |
| 1    | 雙城   | 4：6 | 太空人 | 10月7日  | 美粒果球場 | 43024    |
| 2    | 雙城   | 6：2 | 太空人 | 10月8日  | 美粒果球場 | 43017    |
| 3    | 太空人 | 9：1 | 雙城   | 10月10日 | 標靶球場   | 41017    |
| 4    | 太空人 | 3：2 | 雙城   | 10月11日 | 標靶球場   | 40977    |

### 10月7日 第一場
德克薩斯州休士頓美粒果球場
| 明尼蘇達雙城 | 0 | 0 | 0 | 0 | 0 | 0 | 4 | 0 | 0 | 4 | 9 | 0 |
| 休士頓太空人 | 1 | 0 | 2 | 0 | 2 | 0 | 1 | 0 | X | 6 | 9 | 0 |
| 勝投： 賈斯汀·韋蘭德（1－0） 敗投： Bailey Ober（0－1） 救援成功： 萊恩·普萊斯利（1） 全壘打： 雙城：荷黑·波朗柯（7上，3分）、羅伊斯·路易士（7上，1分） 太空人：荷西·奧圖維（1下，1分）、約爾丹·艾爾法瑞茲 2（3下，2分、7下1分） |   |   |   |   |   |   |   |   |   |   |   |   |

太空人在比賽前段就靠著荷西·奧圖維和約爾丹·艾爾法瑞茲的全壘打早早拉開領先差距，加上雙城受制於賈斯汀·韋蘭德的投球，前6局打完雙城4比5落後。
7局上，雙城趁著換投之際透過荷黑·波朗柯和羅伊斯·路易士的全壘打將比分追到一分差，但是約爾丹·艾爾法瑞茲在7局下跳出來當英雄，他敲出單場雙響，也澆熄了雙城反撲的氣焰。

### 10月8日 第二場
德克薩斯州休士頓美粒果球場
| 明尼蘇達雙城 | 1 | 2 | 0 | 0 | 2 | 0 | 1 | 0 | 0 | 6 | 10 | 0 |
| 休士頓太空人 | 0 | 0 | 0 | 0 | 0 | 0 | 0 | 2 | 0 | 2 | 7  | 0 |
| 勝投： 帕布羅·羅培茲（1－0） 敗投： 弗蘭柏·瓦德茲（0－1） 全壘打： 雙城：Kyle Farmer（2上，2分） 太空人：約爾丹·艾爾法瑞茲（8下，2分） |   |   |   |   |   |   |   |   |   |   |    |   |

卡洛斯·柯瑞亞在首局就敲出安打帶有一分打點，也讓他的季後賽生涯打點數來到61分，追平德瑞克·基特和大衛·歐提茲。
2局上，Kyle Farmer的2分砲讓雙城繼續擴大差距。帕布羅·羅培茲也繳出7局7次三振無失分的優質內容，儘管約爾丹·艾爾法瑞茲手感依舊火燙敲出系列賽第三轟，但仍舊無法帶領太空人逆轉戰局。

### 10月10日 第三場
明尼蘇達州明尼亞波利斯標靶球場
| 休士頓太空人 | 4 | 0 | 0 | 0 | 1 | 1 | 0 | 0 | 3 | 9 | 14 | 0 |
| 明尼蘇達雙城 | 0 | 0 | 0 | 0 | 0 | 1 | 0 | 0 | 0 | 1 | 3  | 1 |
| 勝投： 克里斯蒂安·哈維爾（1－0） 敗投： 桑尼·葛雷（0－1） 全壘打： 太空人：荷西·阿布瑞尤 2（1上，3分、9上，2分）、艾力克斯·布萊格曼（5上，1分）、約爾丹·艾爾法瑞茲（9上，1分） 雙城：無 |   |   |   |   |   |   |   |   |   |   |    |   |

太空人打線在這場完全爆發，尤其是荷西·阿布瑞尤，他在首局敲出3分砲，9局上又敲出2分砲。
約爾丹·艾爾法瑞茲還是維持火燙手感，連續3場比賽開轟，加上克里斯蒂安·哈維爾5局9次三振無失分的投球內容，太空人9比1大勝雙城，系列賽率先聽牌。

### 10月11日 第四場
明尼蘇達州明尼亞波利斯標靶球場
| 休士頓太空人 | 0 | 1 | 0 | 2 | 0 | 0 | 0 | 0 | 0 | 3 | 6 | 0 |
| 明尼蘇達雙城 | 1 | 0 | 0 | 0 | 0 | 1 | 0 | 0 | 0 | 2 | 3 | 0 |
| 勝投： José Urquidy（1－0） 敗投： Caleb Thielbar（0－1） 救援成功： 萊恩·普萊斯利（2） 全壘打： 太空人：麥可·布蘭特利（2上，1分）、荷西·阿布瑞尤（4上，2分） 雙城：羅伊斯·路易士（1下，1分）、Edouard Julien（6下，1分） |   |   |   |   |   |   |   |   |   |   |   |   |

太空人先發投手Jose Urquidy雖然首局就挨羅伊斯·路易士的陽春砲掉分，不過打線馬上幫他討回來，麥可·布蘭特利2局上開轟追平比數。
太空人4局上攻勢再起，首名打者約爾丹·艾爾法瑞茲敲安上壘，1出局後，荷西·阿布瑞尤擊出關鍵2分砲，一棒超前比數。
比賽5打完時，太空人取得3比1領先優勢，雙城在6下靠著Edouard Julien的陽春砲追回1分，但後續未能突破太空人鐵牛棚，最終太空人以1分之差險勝。
太空人在分區系列賽3比1淘汰雙城，連續7年晉級美聯冠軍戰，將與強敵遊騎兵展開頂尖對決。